# Rhinotettix
Rhinotettix är ett släkte av insekter. Rhinotettix ingår i familjen sporrstritar.
Kladogram enligt Catalogue of Life:
| Rhinotettix | \| \| Rhinotettix breviceps \| \| \| \| \| \| Rhinotettix fuscipennis \| \| \| \| |
|             | \| \| Rhinotettix breviceps \| \| \| \| \| \| Rhinotettix fuscipennis \| \| \| \| |
|             | Rhinotettix breviceps                                                             |
|             |                                                                                   |
|             | Rhinotettix fuscipennis                                                           |
|             |                                                                                   |